# Onthophagus pseudoaeneus
Onthophagus pseudoaeneus là một loài bọ cánh cứng trong họ Bọ hung (Scarabaeidae).